# Сантурби (Венеција)
Сантурби је насеље у Италији у округу Венеција, региону Венето.
Према процени из 2011. у насељу је живело 68 становника. Насеље се налази на надморској висини од 7 м.